# Salão Ideal
O Salão Ideal foi a primeira sala edificada em Lisboa para a exibição de cinema. Localizava-se na rua Loreto. Inaugurada em 1904 a sala de cinema foi conhecida ao longo da sua história por vários nomes, como Salão Ideal, Cinema Ideal, Cine Camões e Cine Paraíso.
Actualmente o edifício é propriedade da Casa da Imprensa e houve um projecto de renovação e recuperação do edifício e do equipamento de projeção de imagem e de som, realizado pela Midas Filmes. A última remodelação foi realizada durante os anos 50 e à data da última renovação a sala conservava, segundo a Midas, o aspecto de "cinema de bairro", com o seu foyer, balcão e plateia.
É o único cinema do centro de Lisboa que sobreviveu.